# Gumnjani
Gumnjani (szerbül: Гумљани), falu Bosznia-Hercegovinában, Bosanska krajina területén, Kostajnica községben, a Szerb Köztársaságban. 

## Fekvése
Bosznia-Hercegovina északnyugati részén, Banja Lukától légvonalban 67, közúton 88 km-re északnyugatra, községközpontjától légvonalban 5, közúton 6 km-re délre, a Strigova jobb partján és a környező dombvidéken, 240 – 350 méteres tengerszint feletti magasságban fekszik. Gumnjani Kostajnica községben a Gornji-fennsík területén található. Több, kis településből áll, melyekből maga a központi falu területe egy völgyben tömörül, amelyet erdő vesz körül. Ezen a településen a talaj minősége szemmel láthatóan jobb a központi település környékén található többi talajnál, mert itt nagyon sokan foglalkoznak állattenyésztéssel, és műtrágyával javítják a talaj minőségét. A település vidéki jellegű, részben elpusztult. A lakosság e régióból való elvándorlása miatt a lakosság többsége ma már többnyire a központi településen összpontosul.

## Népessége
| Nemzetiségi csoport | Népesség 1991 | Népesség 2013 |
| ------------------- | ------------- | ------------- |
| Szerb               | 50            | 38            |
| Bosnyák             | 0             | 0             |
| Horvát              | 0             | 0             |
| Jugoszláv           | 0             | 0             |
| Egyéb               | 1             | 0             |
| Összesen            | 51            | 38            |

## Története
A település 1878-ig tartozott az Oszmán Birodalomhoz, ekkor a berlini kongresszus határozata alapján az Osztrák-Magyar Monarchia része lett. A monarchia szétesésével 1918-ben előbb a Szerb-Horvát-Szlovén Királyság, majd 1929-től a Jugoszláv Királyság része. Jugoszlávia megszállása után a falu a Független Horvát Állam (NDH) része lett. 1945-től a település a szocialista Jugoszlávia része volt. A Bosznia-Hercegovinában zajló polgárháború idején a település a Boszniai Szerb Köztársaság része volt. A daytoni békeszerződést követő területfelosztásnál a település, Kostajnica község részeként a Szerb Köztársaság területéhez került.

## Gazdaság
A területen a fő gazdasági tevékenység a mezőgazdaság. A földművelés (kukorica, búza, árpa, zab) és az állattenyésztés (tehén, juh és kecske) mellett a gyümölcstermesztés is meghatározó.

## Fordítás
- Ez a szócikk részben vagy egészben  a(z)   Гумљани című szerb Wikipédia-szócikk ezen változatának fordításán alapul.  Az eredeti cikk szerkesztőit annak laptörténete sorolja fel. Ez a jelzés csupán a megfogalmazás eredetét és a szerzői jogokat jelzi, nem szolgál a cikkben szereplő információk forrásmegjelöléseként.